# Gustavo, 7.º Príncipe de Sayn-Wittgenstein-Berleburg
Gustavo, 7.º Príncipe de Sayn-Wittgenstein-Berleburg (em alemão:  Gustav Prinz zu Sayn-Wittgenstein-Berleburg; 12 de janeiro de 1969, Frankfurt am Main) é o filho mais velho da Princesa Benedita da Dinamarca e Ricardo, 6.º Príncipe de Sayn-Wittgenstein-Berleburg. 
Como filho de Benedita, é neto do Rei Frederico IX da Dinamarca e um sobrinho da Rainha Margarida II da Dinamarca.   

## Biografia

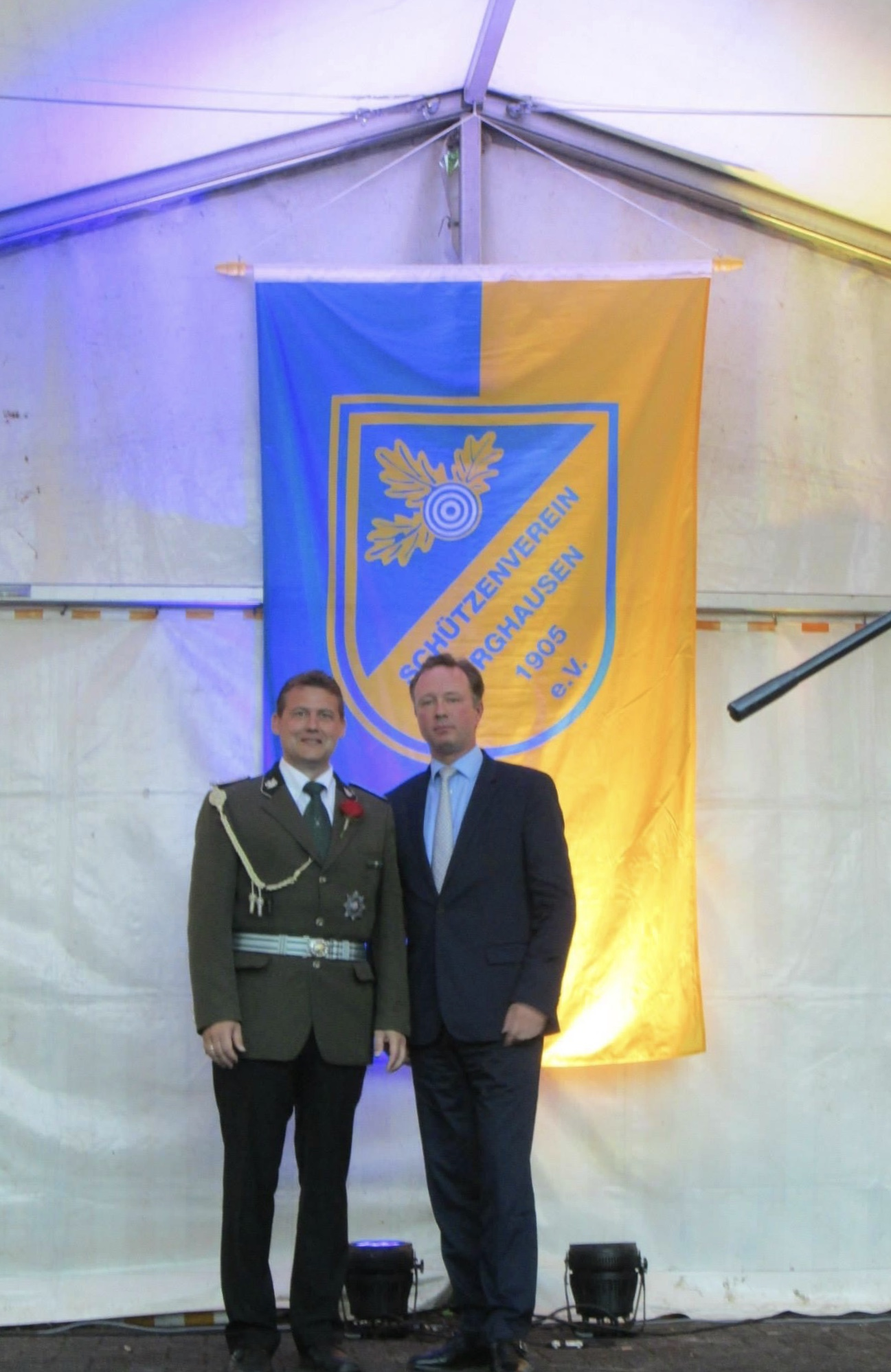
Gustavo em 2015 (à direita na foto)

Nomeado Gustavo Frederico Filipe Ricardo (Gustav Frederik Philip Richard), como filho mais velho do Príncipe Ricardo, 6.º Príncipe de Sayn-Wittgenstein-Berleburg, ele nasceu como Príncipe Herdeiro de Sayn-Wittgenstein-Berleburg, o ramo mais antigo da Casa de Sayn. 
Ele tem duas irmãs, a princesa Alexandra de Sayn-Wittgenstein-Berleburg e a princesa Natália de Sayn-Wittgenstein-Berleburg. 

### Questão dinástica
Seu avô paterno, Gustav Albrecht (Gustavo Alberto, 5.º Príncipe de Sayn-Wittgenstein-Berleburg), havia determinado em seu testamento que os herdeiros do título e dos bens a ele inerentes, como o Castelo de Berleburg, só poderiam se casar com alguém "nobre, ariano e protestante". Isto impediu que por mais de duas décadas Gustavo contraísse matrimônio com sua companheira, Carina Axelsson. A questão foi resolvida no verão de 2020, quando uma corte alemã decidiu que o príncipe era o legítimo herdeiro do título e das propriedades.   
Em janeiro de 2019, a revista espanhola Vanitatis ainda reportou "os 50 anos do príncipe que nunca pode se casar por causa do nazismo", enfatizando que Gustavo Alberto era um general de alto escalão do exército alemão que teve uma relação próxima com o nazismo. 
Seus herdeiros eram seu tio Robin e o filho mais velho deste, Príncipe Sebastian, uma vez que Gustavo não tinha filho homens até maio de 2023, quando nasceu Gustav Albrecht através de barriga de aluguel. 

### Casamento
Gustavo e Carina se casaram em 04 de junho de 2022 e a boda contou com a presença, além dos pais dos noivos, dos filhos da Rainha Margarida, o Príncipe Herdeiro Frederico da Dinamarca e sua esposa Maria, e do Príncipe Joaquim da Dinamarca, e sua esposa Marie (veja imagens aqui e aqui).  

### Descendência

#### Gustavo Alberto
Em abril de 2023 o casal anunciou que eles seriam pais através de uma barriga de aluguel. Ambos tinham então 54 anos de idade. O bebê, um menino, nasceu em 26 de maio de 2023 nos Estados Unidos, em meio à polêmica de como a criança seria registrada na Alemanha, onde a barriga de aluguel é um procedimento proibido. 
Em 26 de agosto de 2023 a Casa Real da Dinamarca divulgou que o bebê havia sido batizado e que seu nome completo era Gustavo Alberto (Gustav Albrecht zu Sayn-Wittgenstein-Berleburg), o mesmo nome de seu bisavô, Gustavo Albrecht, o 5.º Príncipe de Sayn-Wittgenstein-Berleburg. Ele foi batizado na capela do Castelo de Berleburg e seus padrinhos são o Príncipe Christian da Dinamarca, a Princesa Teodora da Grécia, Ellen Hillingsø, Arabella Gaggero, o Príncipe Franz-Albrecht e o Príncipe Carl-Anton. 
Ele detém o título de Príncipe e é tratado como Sua Alteza, sendo estilizado como Sua Alteza o Príncipe Gustav Albrecht zu Sayn-Wittgenstein-Berleburg. No futuro ele será o 8º Príncipe de Sayn-Wittgenstein-Berleburg e assim o será o chefe da Casa de Sayn-Wittgenstein-Berleburg. 

#### Mafalda
Em abril seguinte, o casal anunciou através de um porta-voz que havia tido uma meninda nascida em 26 de abrill de 2024 também nos Estados Unidos pelo método de barriga de aouguel. A criança fpi chamada Mafalda zu Sayn-Wittgenstein-Berleburg.  
Ela foi batizada em 31 de agosto, no Castelo de Berleburg e seus padrinhos são a Princesa Maria da Dinamarca, o Príncipe Filipe da Grécia e Dinamarca, o Príncipe Filipe de Hesse, o Príncipe Herdeiro Christian-Kraft zu Hohenlohe-Oehringen, a Princesa Herdeira Kelly von Saxe-Coburg und Gotha e a Baronesa Helle Reedtz-Thott. 
Ela detém o título de Princesa e é tratada como Sua Alteza, sendo estilizada como Sua Alteza a Princesa Mafalda zu Sayn-Wittgenstein-Berleburg. 